# Shy People (Tangerine Dream)
Shy People is een studioalbum van Tangerine Dream uit 1988. Het album bevat een deel van de filmmuziek die de muziekgroep schreef voor de gelijknamige film van Andrei Konchalovsky met Jill Clayburgh en Barbara Hershey. De muziek is in dit geval weer de typische TD-muziek met hier en daar wat langere stukken. De regisseur van de film zette de band flink onder druk voor zowel kwaliteit als oplevering.  Zo moest de titelsong in een tijdspanne van vier weken, waarbij pas op het laatste moment in Jacqui Virgil een juiste zangeres werd gevonden.

## Musici
- Christopher Franke, Edgar Froese, Paul Haslinger – toetsinstrumenten, elektronica
- Jacqui Virgil – zang Shy people en Dancing on a white moon
- Diamond Ross – zang The harbor

## Muziek
Alle muziek door Franke, Froese, Haslinger, teksten zoals aangegeven:

| Nr. | Titel                            | Duur |
| --- | -------------------------------- | ---- |
| 1.  | Shy people (Froese)              | 7:50 |
| 2.  | Joe’s place                      | 2:10 |
| 3.  | The harbor (Franke, Haslinger)   | 4:00 |
| 4.  | Nightfall                        | 4:00 |
| 5.  | Dancing on a white moon (Froese) | 3:03 |
| 6.  | Civilized illusions              | 3;50 |
| 7.  | Swamp voices                     | 3;13 |
| 8.  | Transparent days                 | 3:00 |
| 9.  | Shy people                       | 5:00 |

De vocale versie van Shy People / Dancing on a white moon werd uitgebracht als single zonder ergens succes te hebben.